# 明日はだいじょうぶ
『明日はだいじょうぶ』（あしたはだいじょうぶ ）は、1996年1月8日から同年2月26日まで、フジテレビ系列で放送された関西テレビ制作のテレビドラマである。放送時間は、毎週月曜22:00 - 22:54(JST)。全8話。本放送時、一部の新聞で「視聴率があまり振るわず、全12話の放送予定を8話へ短縮」と報じられたが、番組開始前に発売されていた雑誌（TVガイド等）では当初から全8話とされている。

## 概要
小林元気（筒井道隆）はクリスマスの夜、最愛の妻を事故で亡くした。その日から24歳の若い父親元気と生後8カ月になる息子の翔太との二人きりの生活が始まるが、子供を預けようにも、すぐ受け入れてくれる保育園が見つからず、元気はスーツ姿に翔太を背負い、勤める商事会社に出社。電車の中で怪訝な顔をされ、会社に着けば翔太が泣き出す騒ぎにもなり、会社の上司、米倉尚（長塚京三）は残業もゴルフの接待もできない元気を手掛けているプロジェクトのチームから外してしまう。赤ん坊を抱いたサラリーマンの元気、そんな彼の姿を興味深く眺めていた女性がいた。戸田小春（財前直見）は赤ちゃん専門雑誌と契約のフリーライター。彼女は取材対象として元気と翔太の親子を追いかけ回す。仕事と子育ての板挟みになりながら奮闘する元気の姿と放送の2ヶ月間にも成長していく赤ちゃんの様子を同時進行で追いかけていく（関西テレビホームページより）。

## キャスト
- 小林元気：筒井道隆
- 戸田小春：財前直見
- 佐藤珠子：持田真樹
- 鳴海勇治：東野幸治
- 諸岡貞夫：阿南健治
- 山本蘭子：宮地雅子
- 我孫子美加：古川りか
- 桜井：田中龍
- 是枝常務：小林昭二
- 米倉尚：長塚京三

## 主題歌
- 「素直なままで恋をしようよ」東京Qチャンネル

## スタッフ
- 脚本：岩佐憲一、林誠人、永沢慶樹
- 音楽：門倉聡
- 企画：山崎一彦、越智武彦
- プロデュース：道祖土健、森田拓治、松栄清
- 演出：笠置高弘、今井和久
- 制作：関西テレビ

## サブタイトル
| 各話  | 放送日  | サブタイトル                  |
| ----- | ------- | ----------------------------- |
| 第1話 | 1月8日  | シングルファーザーの出発      |
| 第2話 | 1月15日 | 負けるな！シングルファーザー  |
| 第3話 | 1月22日 | シングルファーザー 危機一髪！ |
| 第4話 | 1月29日 | 貴方と一緒にいたい            |
| 第5話 | 2月5日  | 僕、今日から母親になります！  |
| 第6話 | 2月12日 | キスの効き目 は？             |
| 第7話 | 2月19日 | ピンチに立ち向かえ！          |
| 第8話 | 2月26日 | さよならは言わないで...       |